# Принц на Пиемонт
Титлата „Принц на Пиемонт“ (на италиански: Principe di Piemonte) е древна благородническа титла, заместила титлата „господар“ (сеньор) (на италиански: signore), прерогатив на Савойската династия.

## История
Титлата „Господар (сеньор) на Пиемонт“ се появява през 1178 г., когато клон на Савойската династия получава като апанаж териториите на Пиемонт. През следващите векове господството над Пиемонт принадлежи на клон на Савойската династия, титуляри и на Ахейското княжество, които трябва да се считат за принцове в същинския смисъл на думата, но единствено на територията на това княжество, а не на цял Пиемонт.
Независимото Ахейско княжество и клонът Савоя-Ахая престава да съществува през 1418 г. с Лудвиг Савойски-Ахая, който умира без наследници, а земите му са включени във владенията на Савоя.
През 1424 г. херцог Амадей VIII Савойски създава Княжество Пиемонт, предоставяйки го като апанаж на син си Амадей Савойски, така че титлата „Принц на Пиемонт“ до 1861 г. е прерогатив на първородния син на херцога – бъдещия крал. Княжеството обхваща отсамалпийските графства на Савоя и тези на клона Савоя-Ахая. Херцогът освен това вкарва в Савойския герб синята ивица – отличителен символ на наследниците на трона, първоначално херцогски, а след това кралски.
Когато Савойските владетели стават управляващият дом на Италия, Виктор Емануил II постановява за следващите наследници на трона да се редуват титлите „Принц на Пиемонт“ и „Принц на Неапол“ – титла, създадена с цел да се усили усещането за национално единство. На практика когато Принцът на Пиемонт стане крал, синът му поема титлата „Принц на Неапол“, а внукът му – титлата „Принц на Пиемонт“, продължавайки по този начин редуването в рода.

## Господари на Пиемонт
- 1189 – 1233: Томас I Савойски (* 20 май 1177, сл. 26 май 1178 или 27 май 1178 в замъка Шарбониер в Егбел,[4] † 1 март 1233 в Монкалиери)
- 1233 – 1259: Томас II Савойски (* ок. 1999 или ок. 1202 в замъка в Монмелиан, Савоя, † 7 февруари 1259 в Шамбери, пак там), син на предишния
- 1259 – 1282: Томас III Савойски (* август 1248 или ок. 1252 в Савоя, † 16 май 1282 в Сен Жони сюр Гие), син на предишния
- 1282 – 1334: Филип I Савойски-Ахая (* август 1340, † октомври или 21 декември 1368 в Авиляна), княз на Ахая от 1301 г., син на предишния
- 1334 – 1367: Жак Савойски-Ахая (* ок. 6/16 януари 1315 в Пинероло, † 14 май 1367 пак там), син на предишния
- 1368: Филип II Савойски-Ахая (* август 1340, † октомври или 21 декември 1368 в Авиляна), син на предишния (лишен от наследство, претендент)
- 1368 – 1402: Амадей Савойски-Ахая (* 1363, † 7 май 1402 в Пинероло), брат на предишния
- 1402 – 1418: Лудвиг Савойски-Ахая (* 1364 в Пинероло, † 11 декември 1418 в Торино), брат на предишния.

## Принцове на Пиемонт
- 1418 – 1424: Амадей VIII Савойски (* 4 септември 1383 в Шамбери, † 7 януари 1451 в Женева), херцог на Савоя
- 1424 – 1431: Амадей Савойски (* ок. 1412, † ок. 1431), първороден син на предишния
- 1431 – 1438: Лудвиг Савойски (* 21 февруари 1402 в Женева, † 29 януари 1465 в Лион), по-малък брат на предишния
- 1438 – 1465: Амадей IX Савойски (* 1 февруари 1435 в Тонон † 30 март 1472 във Верчели), син на предишния
- 1465 – 1471: Карл Савойски (* 1456, † 1471), син на предишния
- 1471 – 1472: Филиберт I Савойски (* 17 август 1465 в Шамбери, † 22 септември 1482 в Лион), по-малък брат на предишния
- 1472 – 1482: Карл I Савойски (* 29 март 1468 в Кариняно, † 13 март 1490 в Пинероло), брат на предишния
- 1488 – 1490: Карл Йосиф Амадей Савойски (* 23 юни 1488 в Торино, † 16 април 1496 в Монкалиери), син на предишния
- 1496 – 1497: Филиберт II Савойски (* 10 април 1480 в Пон д'Ен, † 10 септември 1504, пак там), син на херцог Филип II Савойски
- 1497 – 1504: Карл II Савойски (* 10 октомври 1486 в замъка на Шазе ан Бюже, † 17 август 1553 във Верчели), брат на предишния
- 1523 – 1536: Лудвиг Савойски (* 4 декември 1523, † 25 ноември 1536 в Мадрид), син на предишния
- 1536 – 1553: Емануил Филиберт Савойски (* 8 юли 1528 в Шамбери, † 30 август 1580 в Торино), по-малък брат на предишния
- 1562 – 1580: Карл Емануил Савойски (12 януари 1562 в Риволи – 26 юни 1630 в Савиляно), син на предишния
- 1586 – 1605: Филип Емануил Савойски (* 1586, † 1605), син на предишния
- 1605 – 1630: Виктор Амадей I Савойски (* 8 май 1587 в Торино, † 7 октомври 1637 във Верчели), по-малък брат на предишния
- 1632 – 1637: Франц Хиацинт Савойски (* 14 септември 1632 в Торино, † 4 октомври 1638 пак там), син на предишния
- 1637 – 1638: Карл Емануил II Савойски (* 20 юни 1634 в Торино, † 12 юни 1675, пак там), брат на предишния (несигурно)
- 1666 – 1675: Виктор Амадей II Савойски (* 14 май 1666 в Торино, † 31 октомври 1732 в замъка в Риволи), син на предишния
- 1699 – 1715: Виктор Амадей Савойски (* 8 май 1587 в Торино, † 7 октомври 1637 във Верчели), син на предишния
- 1715 – 1730: Карл Емануил III Савойски (* 27 април 1701 в Торино, † 20 февруари 1773 пак там), по-малък брат на предишния
- 1730 – 1773: Виктор Амадей III Савойски (* 26 юни 1726 в Торино, † 16 октомври 1796 в Кралски замък в Монкалиери), син на предишния
- 1773 – 1796: Карл Емануил IV Савойски (* 24 май 1751 в Торино, † 6 октомври 1819 в Рим), син на предишния
- 1796 – 1802: Виктор Емануил I Савойски (* 24 юли 1759 в Торино, † 10 януари 1824 в Кралски замък в Монкалиери), брат на предишния
- 1802 – 1824: Карл Феликс Савойски (* 6 април 1765 в Торино, † 27 април 1831, пак там), брат на предишния
- 1831 – 1849: Карл Алберт Савойски (* 2 октомври 1798 в Торино, † 28 юли 1849 в Порто), братовчед на предишния
- 1849 – 1861: Виктор Емануил II Италиански (* 14 март 1820 в Палацо Кариняно, Торино, † 9 януари 1878 в Рим), син на предишния.

## Наследствени принцове на Италия
- 1844 – 1878: Умберто I (* 14 март 1844 в Торино † 29 юни 1900 в Монца), принц на Пиемонт
- 1878 – 1900: Виктор Емануил III (* 11 ноември 1869 в Неапол, † 28 декември 1947 в Александрия), принц на Неапол
- 1904 – 1946: Умберто II (* 15 септември 1904 в Ракониджи, † 18 март 1983 в Женева), принц на Пиемонт